# Algimantas Valentinas Indriūnas
Algimantas Valentinas Indriūnas (* 21. Mai 1925 in Duokiškis bei Kamajai, Rajongemeinde Rokiškis; † 29. Mai 2022 in Vilnius) war ein litauischer Politiker.

## Leben
Von 1936 bis 1941 lernte er in Zarasai und Rokiškis. 1941 wurde er mit seiner Familie nach Altaj, 1942 nach Jakutien am Laptew-See vertrieben. 1944 absolvierte er die Mittelschule  im Rajon Ustjansk. Von 1944 bis 1950 arbeitete er als Kinomechaniker in Jakutien und in Kaunas. Von 1950 bis 1958 leitete er die Kinomechanikerschule Kaunas als Direktor. 1952 absolvierte er das Diplomstudium der Elektromechanik am Kauno politechnikos institutas. 1981 promovierte er an der Lomonossow-Universität in Moskau.  Von 1975 bis 1992 lehrte er Weiterbildungsinstitut der leitender Personen der Volkswirtschaft. Von 2000 bis 2004 war er Mitglied im Seimas.
1959–1990 war er Mitglied der KPdSU, ab 1998 der Naujoji sąjunga.

## Auszeichnungen
- 2004: Orden für Verdienste um Litauen, Karininko kryžius